# Ama (Luizjana)
Ama – jednostka osadnicza w Stanach Zjednoczonych, w stanie Luizjana, w parafii St. Charles.